# Boksyce (gmina)
Boksyce – dawna gmina wiejska istniejąca do 1954 roku w woj. kieleckim. Siedzibą władz gminy były Boksyce, a następnie Momina. 
Gminę zbiorową Boksyce utworzono 13 stycznia 1867 w związku z reformą administracyjną Królestwa Polskiego. Gmina weszła w skład nowego powiatu opatowskiego w guberni radomskiej i liczyła 2780 mieszkańców.
W okresie międzywojennym gmina Boksyce należała do powiatu opatowskiego w woj. kieleckim. 1 kwietnia 1928 z gminy Boksyce wyłączono kolonie Wymysłów i Boksycka Karczma, włączając je do gminy Kunów.
Po wojnie gmina zachowała przynależność administracyjną. Według stanu z dnia 1 lipca 1952 roku gmina składała się z 14 gromad: Biechów, Boksyce, Broniszowice, Garbacz, Janowice, Jeżów, Kosowice, Kraszków, Milejowice, Momina, Rostylice, Strupice, Stryczowice i Wronów.
Jednostka została zniesiona 29 września 1954 roku wraz z reformą wprowadzającą gromady w miejsce gmin.
Po reaktywowaniu gmin z dniem 1 stycznia 1973 roku gminy Boksyce nie przywrócono, a jej dawny obszar wszedł głównie w skład gminy Waśniów w tymże powiecie i województwie.